# Boggabilla
Boggabilla är en ort i Australien. Den ligger i kommunen Moree Plains och delstaten New South Wales, i den sydöstra delen av landet, omkring 590 kilometer norr om delstatshuvudstaden Sydney. Antalet invånare är 1 179.
Trakten runt Boggabilla är nära nog obefolkad, med mindre än två invånare per kvadratkilometer.. Närmaste större samhälle är Goondiwindi, nära Boggabilla.
Trakten runt Boggabilla består till största delen av jordbruksmark.  Genomsnittlig årsnederbörd är 686 millimeter. Den regnigaste månaden är januari, med i genomsnitt 184 mm nederbörd, och den torraste är september, med 17 mm nederbörd.